# I. e. 397
Évszázadok: i. e. 5. század – i. e. 4. század – i. e. 3. század
Évtizedek: i. e. 440-es évek – i. e. 430-as évek – i. e. 420-as évek – i. e. 410-es évek – i. e. 400-as évek – i. e. 390-es évek – i. e. 380-as évek – i. e. 370-es évek – i. e. 360-as évek – i. e. 350-es évek – i. e. 340-es évek
Évek: i. e. 402 – i. e. 401 – i. e. 400 – i. e. 399 –  i. e. 398 – i. e. 397 – i. e. 396 – i. e. 395 – i. e. 394 – i. e. 393 – i. e. 392

## Események

### Görögország
- A kis-ázsiai ióniaiak kérésére II. Ageszilaosz spártai király segítséget nyújt nekik II. Artaxerxész perzsa király elleni küzdelmükben.

### Itália
- A karthágióiak a szicíliai szürakuszaiak által korábban elpusztított Mothia helyett megalapítják Lilybaeum városát.
- Karthágó Himilco vezetésével hadsereget küld Szicíliára. Megszállják az északi partvidéket, védekezésbe szorítják Szürakuszai vezérét, I. Dionüszioszt és magát a várost is ostrom alá veszik. Seregükben azonban járvány tör ki és a szürakuszaiak ellentámadása szétszórja a karthágói csapatokat. Himilco visszamenekül Karthágóba.
- Rómában consuli jogkörű katonai tribunusok: Lucius Iulius Iullus, Lucius Furius Medullinus, Lucius Sergius Fidenas, Aulus Postumius Albinus Regillensis, Publius Cornelius Maluginensis és Aulus Manlius Vulso Capitolinus.

## Születések
- II. Dionüsziosz szürakuszai türannosz (I. Dionüsziosz fia)

## Fordítás
- Ez a szócikk részben vagy egészben  a(z)   397 BC című angol Wikipédia-szócikk ezen változatának fordításán alapul.  Az eredeti cikk szerkesztőit annak laptörténete sorolja fel. Ez a jelzés csupán a megfogalmazás eredetét és a szerzői jogokat jelzi, nem szolgál a cikkben szereplő információk forrásmegjelöléseként.